# Gina Øbakke
Gina Pia Øbakke (født 29. september 1955) er en dansk politiker fra Socialdemokratiet, der fra 1990 til 2001 var borgmester i Stevns Kommune.
Øbakke er uddannet skatterevisor ved Forvaltningshøjskolen. Ved kommunalvalget i 1985 stillede hun første gang op for Socialdemokratiet og blev 1. suppleant. I 1986 indtrådte hun i byrådet, og ved det efterfølgende kommunalvalg i 1989 blev hun valgt som partiets spidskandidat. Ved konstitueringen lykkedes det Gina Øbakke at samle et flertal bag sig, og hun afløste hermed den hidtidige, konservative borgmester, Arne Ebdrup. Med sine 34 år blev hun desuden Danmarks på det tidspunkt yngste borgmester.
Øbakke var herefter borgmester i 12 år frem til valget i 2001, hvor flertallet skiftede, og Venstres Lars P. Asserhøj blev borgmester. Ved kommunalvalget i 2005, hvor der skulle vælges sammenlægningsudvalg for den ny Stevns Kommune (bestående af den gamle Stevns Kommune og Vallø Kommune), var Gina Øbakke atter Socialdemokratiets borgmesterkandidat, men tabte til den hidtidige borgmester i Vallø, Poul Arne Nielsen fra Venstre. Hun var efterfølgende folketingskandidat for Faxekredsen, men blev ikke valgt ind. I 2009 trak hun sig fra politik, for i stedet at bruge tiden i firmaet Øbakke og Sivertsen A/S, som hun driver sammen med sin mand.